# Le più belle canzoni di Cochi & Renato
Le più belle canzoni di Cochi & Renato è la quarta raccolta del duo italiano Cochi & Renato, pubblicata nel 2006.

## Descrizione
Il disco contiene tutti brani già editi, estratti dalla discografia di Cochi e Renato degli anni settanta, più precisamente dalle registrazioni effettuate con la CGD e la sua sottoetichetta Derby tra il 1973 e il 1978.
Il disco è stato pubblicato nel 2006 dall'etichetta discografica Warner Strategic Marketing Italy in un'unica edizione, in formato CD, con numero di catalogo 5051011-2018-2-0.

## Tracce
1. A me mi piace il mare – 5:23
2. Canzone intelligente – 2:45
3. Come porti i capelli bella bionda – 2:32
4. El porompompero – 3:18
5. La gallina – 3:32
6. E, la vita la vita – 3:30
7. Il bonzo – 4:09
8. La tanghera – 3:14
9. Mamma vado a Voghera – 3:03
10. Libe-libe-là – 4:08
11. Lo sputtanamento – 4:24
12. Il reduce – 5:39

Durata totale: 45:37

## Crediti
- Cochi Ponzoni - voce, chitarra
- Renato Pozzetto - voce, chitarra
- Enzo Jannacci - voce, arrangiamenti, direzione artistica

## Edizioni
- 2006 - Le più belle canzoni di Cochi & Renato (Warner Strategic Marketing Italy, 5051011-2018-2-0, CD)